# Ryan Merriman

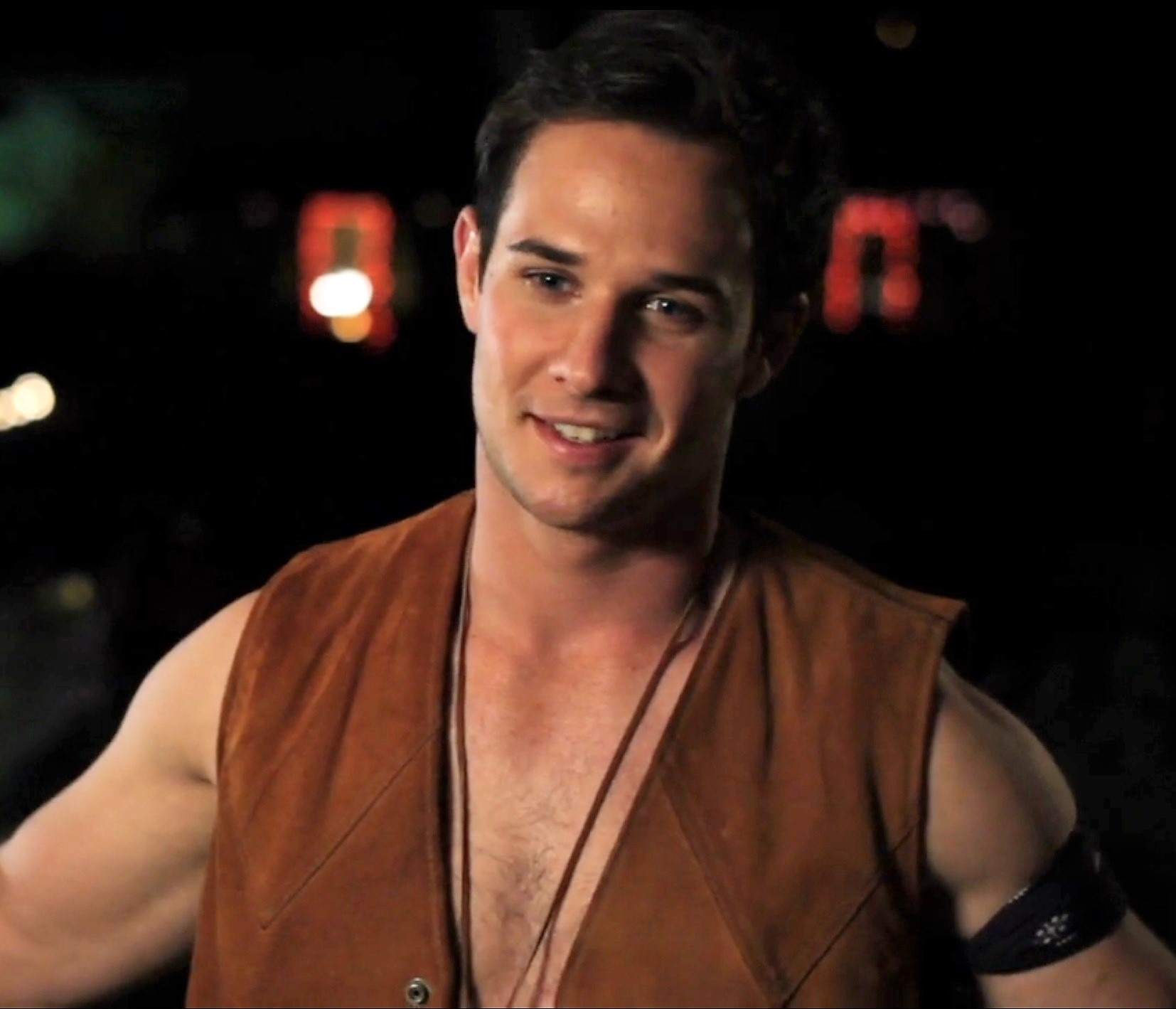
Ryan Merriman, 2011

Ryan Earl Merriman (* 10. April 1983 in Choctaw, Oklahoma) ist ein US-amerikanischer Schauspieler.

## Leben
Am bekanntesten wurde Merriman durch seine Rolle als der junge Jarod in der Fernsehserie Pretender. Seine Filmografie umfasst u. a. Disney-Channel-Filme wie Das Haus der Zukunft (Smart House) und Das Glück der Iren.
Merriman war seit dem 25. Juni 2004 mit der ebenfalls aus Oklahoma stammenden Micol Duncan verheiratet. Am 28. Oktober 2011 teilten Merriman und Duncan über die offizielle Internetpräsenz ihren Fans mit, dass beide bereits seit Dezember 2010 getrennt leben und im August 2011 die Scheidung vollzogen wurde. Beide seien aber immer noch freundschaftlich miteinander verbunden.
Merriman spielte 2006 in dem Film
Final Destination 3 eine Hauptrolle neben Mary Elizabeth Winstead.

## Auszeichnungen
Merriman erhielt 2001 für seine Darstellung eines Jugendlichen, der durch plötzliche Gewaltausbrüche zur Bedrohung für seine Mutter und den kleinen Bruder im Fernsehfilm Dangerous Child (2001) wird,  den US-amerikanischen Preis Young Artist Award. Außerdem gewann er noch einen Hollywood Life Award.

## Filmografie
- 1993–1995: Die Super-Mamis (The Mommies, Fernsehserie, 30 Folgen)
- 1995: Der Klient (Fernsehserie, Folge 1x10)
- 1996–2000: Pretender (The Pretender, Fernsehserie, 50 Folgen)
- 1999: Meyer Lansky – Amerikanisches Roulette (Lansky)
- 1999: Tief wie der Ozean (The Deep End of the Ocean)
- 1999: Das Haus der Zukunft (Smart House)
- 2000: Das Mercury Projekt (Rocket’s Red Glare)
- 2001: Plötzlich außer Kontrolle (Dangerous Child)
- 2001: Das Glück der Iren (The Luck of the Irish)
- 2002: Halloween: Resurrection
- 2002: Die Stimme des Meeres (A Ring of Endless Light)
- 2003–2004: Veritas: The Quest (Fernsehserie, 13 Folgen)
- 2004: Smallville (Fernsehserie, Folge 3x13)
- 2005: Ringe (Rings)
- 2005: The Ring 2
- 2006: Final Destination 3
- 2009: Jasper Park – Ausflug in den Tod (Backwoods)
- 2009: Wilde Kirschen – The Power of the Pussy (Wild Cherry)
- 2010: The 5th Quarter
- 2010–2014: Pretty Little Liars (Fernsehserie, 16 Folgen)
- 2012: Hawaii Five-0 (Fernsehserie, Folge 2x16)
- 2013: 42 – Die wahre Geschichte einer Sportlegende (42)
- 2013: Battleforce – Angriff der Alienkrieger (Independence Daysaster) (Fernsehfilm)
- 2015: Normandie – Die letzte Mission (The Last Rescue)
- 2015: Ballers (Fernsehserie, Folge 1x01)
- 2016: Sunday Horse – Ein Bund fürs Leben (A Sunday Horse)
- 2018: The Jurassic Games